# Campionato mondiale di motocross 2025
Il campionato mondiale di motocross 2025 sarà la sessantanovesima edizione del campionato mondiale di motocross.

## Regolamento
Dal 2023 vengono assegnati punti anche ai primi 10 classificati delle qualificazioni del sabato (10 al primo, poi a scalare di uno). Questi punti non valgono per il punteggio totale del gran premio, ma solo per la classifica del campionato.

## MXGP

### Calendario
| Gara | Data         | Gran Premio                | Località            | Pole position    | Vincitore Gara 1 | Vincitore Gara 2 | Vincitore GP     |
| ---- | ------------ | -------------------------- | ------------------- | ---------------- | ---------------- | ---------------- | ---------------- |
| 1    | 2 marzo      | MXGP di Argentina          | Córdoba             | Maxime Renaux    | Romain Febvre    | Maxime Renaux    | Maxime Renaux    |
| 2    | 16 marzo     | MXGP di Castilla la Mancha | Cózar               | Tim Gajser       | Tim Gajser       | Tim Gajser       | Tim Gajser       |
| 3    | 23 marzo     | MXGP d'Europa              | Saint-Jean-d'Angély | Lucas Coenen     | Tim Gajser       | Tim Gajser       | Tim Gajser       |
| 4    | 6 aprile     | MXGP di Sardegna           | Riola Sardo         | Tim Gajser       | Lucas Coenen     | Romain Febvre    | Romain Febvre    |
| 5    | 13 aprile    | MXGP del Trentino          | Pietramurata        | Romain Febvre    | Tim Gajser       | Tim Gajser       | Tim Gajser       |
| 6    | 21 aprile    | MXGP di Svizzera           | Frauenfeld          | Rubén Fernández  | Lucas Coenen     | Lucas Coenen     | Lucas Coenen     |
| 7    | 4 maggio     | MXGP del Portogallo        | Águeda              | Lucas Coenen     | Lucas Coenen     | Lucas Coenen     | Lucas Coenen     |
| 8    | 11 maggio    | MXGP della Galizia         | Lugo                | Jago Geerts      | Romain Febvre    | Lucas Coenen     | Romain Febvre    |
| 9    | 25 maggio    | MXGP di Francia            | Ernée               | Lucas Coenen     | Lucas Coenen     | Romain Febvre    | Romain Febvre    |
| 10   | 1º giugno    | MXGP di Germania           | Teutschenthal       | Lucas Coenen     | Lucas Coenen     | Jeffrey Herlings | Jeffrey Herlings |
| 11   | 8 giugno     | MXGP di Lettonia           | Ķegums              | Jeffrey Herlings | Jeffrey Herlings | Jeffrey Herlings | Jeffrey Herlings |
| 12   | 22 giugno    | MXGP di Gran Bretagna      | Matterley Basin     | Jeffrey Herlings | Glenn Coldenhoff | Romain Febvre    | Romain Febvre    |
| 13   | 6 luglio     | MXGP di Finlandia          | Iitti               | Lucas Coenen     | Lucas Coenen     | Lucas Coenen     | Lucas Coenen     |
| 14   | 27 luglio    | MXGP della Rep. Ceca       | Loket               | Romain Febvre    | Lucas Coenen     | Romain Febvre    | Lucas Coenen     |
| 15   | 3 agosto     | MXGP delle Fiandre         | Lommel              | Lucas Coenen     | Romain Febvre    | Lucas Coenen     | Lucas Coenen     |
| 16   | 17 agosto    | MXGP di Svezia             | Uddevalla           | Romain Febvre    | Romain Febvre    | Romain Febvre    | Romain Febvre    |
| 17   | 24 agosto    | MXGP dei Paesi Bassi       | Arnhem              |                  |                  |                  |                  |
| 18   | 7 settembre  | MXGP di Turchia            | Afyonkarahisar      |                  |                  |                  |                  |
| 19   | 14 settembre | MXGP della Cina            | Shanghai            |                  |                  |                  |                  |
| 20   | 21 settembre | MXGP d'Australia           | Darwin              |                  |                  |                  |                  |

### Classifiche
aggiornate al 17 agosto
Ai primi 10 classificati delle qualificazioni vengono assegnati punti, in base a questa tabella:
| Posizione | 1  | 2 | 3 | 4 | 5 | 6 | 7 | 8 | 9 | 10 |
| Punti     | 10 | 9 | 8 | 7 | 6 | 5 | 4 | 3 | 2 | 1  |

Ai primi 20 classificati delle gare principali vengono assegnati punti, in base a questa tabella:
| Posizione | 1  | 2  | 3  | 4  | 5  | 6  | 7  | 8  | 9  | 10 | 11 | 12 | 13 | 14 | 15 | 16 | 17 | 18 | 19 | 20 |
| Punti     | 25 | 22 | 20 | 18 | 16 | 15 | 14 | 13 | 12 | 11 | 10 | 9  | 8  | 7  | 6  | 5  | 4  | 3  | 2  | 1  |

#### Piloti
| Pos. | Pilota            | Moto     | Punti |
| ---- | ----------------- | -------- | ----- |
| 1º   | Romain Febvre     | Kawasaki | 794   |
| 2º   | Lucas Coenen      | KTM      | 753   |
| 3º   | Glenn Coldenhoff  | Fantic   | 572   |
| 4º   | Rubén Fernández   | Honda    | 502   |
| 5º   | Calvin Vlaanderen | Yamaha   | 480   |
| 6º   | Andrea Bonacorsi  | Fantic   | 424   |
| 7º   | Maxime Renaux     | Yamaha   | 423   |
| 8º   | Jeffrey Herlings  | KTM      | 406   |
| 9º   | Jeremy Seewer     | Ducati   | 341   |
| 10º  | Tim Gajser        | Honda    | 327   |

#### Costruttori
| Pos. | Costruttore | Punti |
| ---- | ----------- | ----- |
| 1º   | KTM         | 811   |
| 2º   | Kawasaki    | 800   |
| 3º   | Honda       | 701   |
| 4º   | Yamaha      | 665   |
| 5º   | Fantic      | 629   |

## MX2

### Calendario
| Gara | Data         | Gran Premio                | Località            | Pole position      | Vincitore Gara 1   | Vincitore Gara 2   | Vincitore GP       |
| ---- | ------------ | -------------------------- | ------------------- | ------------------ | ------------------ | ------------------ | ------------------ |
| 1    | 2 marzo      | MXGP di Argentina          | Córdoba             | Andrea Adamo       | Kay de Wolf        | Sacha Coenen       | Kay de Wolf        |
| 2    | 16 marzo     | MXGP di Castilla la Mancha | Cózar               | Thibault Benistant | Ferruccio Zanchi   | Liam Everts        | Liam Everts        |
| 3    | 23 marzo     | MXGP d'Europa              | Saint-Jean-d'Angély | Thibault Benistant | Simon Längenfelder | Andrea Adamo       | Andrea Adamo       |
| 4    | 6 aprile     | MXGP di Sardegna           | Riola Sardo         | Simon Längenfelder | Kay de Wolf        | Kay de Wolf        | Kay de Wolf        |
| 5    | 13 aprile    | MXGP del Trentino          | Pietramurata        | Liam Everts        | Camden McLellan    | Thibault Benistant | Andrea Adamo       |
| 6    | 21 aprile    | MXGP di Svizzera           | Frauenfeld          | Kay de Wolf        | Simon Längenfelder | Simon Längenfelder | Simon Längenfelder |
| 7    | 4 maggio     | MXGP del Portogallo        | Águeda              | Andrea Adamo       | Andrea Adamo       | Andrea Adamo       | Andrea Adamo       |
| 8    | 11 maggio    | MXGP della Galizia         | Lugo                | Thibault Benistant | Kay de Wolf        | Andrea Adamo       | Kay de Wolf        |
| 9    | 25 maggio    | MXGP di Francia            | Ernée               | Andrea Adamo       | Simon Längenfelder | Simon Längenfelder | Simon Längenfelder |
| 10   | 1º giugno    | MXGP di Germania           | Teutschenthal       | Valerio Lata       | Andrea Adamo       | Guillem Farres     | Andrea Adamo       |
| 11   | 8 giugno     | MXGP di Lettonia           | Ķegums              | Simon Längenfelder | Sacha Coenen       | Kay de Wolf        | Sacha Coenen       |
| 12   | 22 giugno    | MXGP di Gran Bretagna      | Matterley Basin     | Simon Längenfelder | Simon Längenfelder | Simon Längenfelder | Simon Längenfelder |
| 13   | 6 luglio     | MXGP di Finlandia          | Iitti               | Kay de Wolf        | Kay de Wolf        | Kay de Wolf        | Kay de Wolf        |
| 14   | 27 luglio    | MXGP della Rep. Ceca       | Loket               | Mathis Valin       | Simon Längenfelder | Andrea Adamo       | Simon Längenfelder |
| 15   | 3 agosto     | MXGP delle Fiandre         | Lommel              | Kay de Wolf        | Kay de Wolf        | Kay de Wolf        | Kay de Wolf        |
| 16   | 17 agosto    | MXGP di Svezia             | Uddevalla           | Thibault Benistant | Andrea Adamo       | Simon Längenfelder | Simon Längenfelder |
| 17   | 24 agosto    | MXGP dei Paesi Bassi       | Arnhem              |                    |                    |                    |                    |
| 18   | 7 settembre  | MXGP di Turchia            | Afyonkarahisar      |                    |                    |                    |                    |
| 19   | 14 settembre | MXGP della Cina            | Shanghai            |                    |                    |                    |                    |
| 20   | 21 settembre | MXGP d'Australia           | Darwin              |                    |                    |                    |                    |

### Classifiche
aggiornate al 3 agosto
Ai primi 10 classificati delle qualificazioni vengono assegnati punti, in base a questa tabella:
| Posizione | 1  | 2 | 3 | 4 | 5 | 6 | 7 | 8 | 9 | 10 |
| Punti     | 10 | 9 | 8 | 7 | 6 | 5 | 4 | 3 | 2 | 1  |

Ai primi 20 classificati delle gare principali vengono assegnati punti, in base a questa tabella:
| Posizione | 1  | 2  | 3  | 4  | 5  | 6  | 7  | 8  | 9  | 10 | 11 | 12 | 13 | 14 | 15 | 16 | 17 | 18 | 19 | 20 |
| Punti     | 25 | 22 | 20 | 18 | 16 | 15 | 14 | 13 | 12 | 11 | 10 | 9  | 8  | 7  | 6  | 5  | 4  | 3  | 2  | 1  |

#### Piloti
| Pos. | Pilota             | Moto      | Punti |
| ---- | ------------------ | --------- | ----- |
| 1º   | S. Längenfelder    | KTM       | 754   |
| 2º   | Kay de Wolf        | Husqvarna | 714   |
| 3º   | Andrea Adamo       | KTM       | 695   |
| 4º   | Sacha Coenen       | KTM       | 599   |
| 5º   | Thibault Benistant | Yamaha    | 558   |
| 6º   | Camden McLellan    | Triumph   | 504   |
| 7º   | Liam Everts        | Husqvarna | 497   |
| 8º   | Valerio Lata       | Honda     | 366   |
| 9º   | Guillem Farres     | Triumph   | 357   |
| 10º  | Mathis Valin       | Kawasaki  | 347   |

#### Costruttori
| Pos. | Costruttore | Punti |
| ---- | ----------- | ----- |
| 1º   | KTM         | 882   |
| 2º   | Husqvarna   | 794   |
| 3º   | Yamaha      | 604   |
| 4º   | Triumph     | 564   |
| 5º   | Honda       | 464   |